# The Dick Cavett Show
A The Dick Cavett Show egy eredetileg 1968. és 1986. között sugárzott amerikai talk show volt, melynek házigazdája a névadó Dick Cavett. A talk show-t az évek során különböző csatornákon sugározták, eredetileg az ABC-n, később a CBS-en, a PBS-en, a CNBC-n és a TCM-en is. Cavett New Yorkban vette fel a műsorait.

## Nevezetes vendégek
Híres emberek, akik megjelentek a The Dick Cavett Show-ban az évek során: Gore Vidal, Muhammad Ali, Angela Lansbury, Groucho Marx, Laurence Olivier, Judy Garland, Katharine Hepburn, Bette Davis, Orson Welles, Noël Coward, Alfred Lunt, Lynn Fontanne, Tammy Grimes, Brian Bedford, John Lennon, Yoko Ono, Janis Joplin, Ray Charles, Alfred Hitchcock, Fred Astaire, Woody Allen, Gloria Swanson, Jerry Lewis, Lucille Ball, Zero Mostel, David Bowie, Jimi Hendrix, Jefferson Airplane, Joni Mitchell, David Crosby, Stephen Stills, Eric Clapton, John Cassavetes, Peter Falk, Ben Gazzara, Salvador Dalí, Lillian Gish, Satchel Paige, Robert Mitchum, John Kerry, Ingmar Bergman, Danny Kaye, Norman Mailer, Lily Tomlin, Angela Davis, Marlon Brando, Carol Burnett, Oscar Peterson és Jean-Luc Godard.

## DVD
Számos DVD-dobozt adtak ki, ahol különböző részeket gyűjtöttek össze tematikusan.

## Fordítás
Ez a szócikk részben vagy egészben  a   The Dick Cavett Show című svéd Wikipédia-szócikk ezen változatának fordításán alapul.  Az eredeti cikk szerkesztőit annak laptörténete sorolja fel. Ez a jelzés csupán a megfogalmazás eredetét és a szerzői jogokat jelzi, nem szolgál a cikkben szereplő információk forrásmegjelöléseként.